# 15/A
15/A ou Match ! au Canada (15/Love) est une série télévisée canadienne en 54 épisodes de 22 minutes, créée par Derek Schreyer et Karen Troubetzkoy, diffusée entre le 6 septembre 2004 et le 16 octobre 2006 sur YTV.
Au Canada francophone, la série a été diffusée du 22 février 2005 au 1er septembre 2007 à la Télévision de Radio-Canada, et en France, à partir du 28 février 2005 sur France 2 puis rediffusée en 2009 sur France 4.

## Synopsis
Le quotidien des jeunes et talentueux élèves de l'académie de tennis de Cascadia, tour à tour amis et adversaires. Bien plus que le tennis, ils y apprendront l'amour, le rire, le combat, les larmes, les rêves : la vie !

## Distribution
- Laurence Leboeuf (VF : Noémie Orphelin) : Cody Myers
- Meaghan Rath (VF : Edwige Lemoine) : Adena Stiles
- Max Walker (VF : Sébastien Desjours) : Gary « Squib » Furlong
- Sarah-Jeanne Labrosse (VF : Kelly Marot puis Ariane Aggiage) : Sunny Capaduca
- Kyle Switzer (en) (VF : Charles Pestel) : Rick Geddes
- Charles Powell (VF : Patrick Borg) : President Harold Bates
- Vadim Schneider (VF : Alexandre Gillet) : Sébastien Dubé (épisodes 1-12)
- Jaclyn Linetsky (VF : Laura Préjean) : Megan O'Connor (épisodes 1-12)
- Thierry Ashanti (VF : Thierry Antoni) : Coach Artie Gunnerson (épisodes 1-26)
- Nwamiko Madden (it) (VF : Axel Kiener) : Cameron White (épisodes 13-40)
- Amanda Crew (VF : Alexandra Garijo) : Tanis McTaggart (épisodes 13-40)
- Tyler Hynes (en) (VF : Cédric Dumond) : Nate Bates (épisodes 30-45)
- Christian Schrapff (VF : Fabien Jacquelin) : Jesse Siegel (épisodes 41-54)
- Jemima West (VF : elle-même) : Cassidy Payne (épisodes 41-54)
- Anthony Lemke : Coach Brock (épisodes 41-54)

Version française
- Société de doublage : Deedooclub
- Direction artistique : Patrick Borg et Nathalie Lanui
- Adaptation des dialogues : Catherine Lorans et Stéphanie Vadrot

 Source et légende : version française (VF) sur RS Doublage

## Fiche technique
- Réalisation : Paolo Barzman et Craig Pryce
- Scénarisation : Nikolijne Troubetzkoy, Alex Epstein, Sheri Elwood (en), Jeffrey Aarles, Alex Pugsley, Karen Troubetzkoy, Matt MacLennan (en), Derek Schreyer
- Société de production : Telefactory, Marathon Média, Galafilm Productions

## Épisodes

### Première saison (2004-2005)
1. Bienvenue à Cascadia (Studentia Jockulus)
2. La Princesse et le Clown (The Princess and the Clown)
3. Le Bal et le Clochard (The French Deception)
4. Petit Snack entre amis (Midnight Snack Club)
5. Haute tension (Reckoning)
6. Le Monstre Memphré (Memphre Blues)
7. Les Apprenties sorcières (Scourge of the Frankenrival)
8. Doubles Mixtes (Mixted Up Doubles)
9. 30/A (30/Love)
10. Megan et la Secte vaudou (Very Supersticious)
11. Drague : Mode d'emploi (Big Adjustment)
12. L'Invention du siècle (Squib Inc.)
13. Megan et Sébastien (Curve Balls)
14. La Vie après (Renewal)
15. Justin contre-attaque (The Powers That Be)
16. Le Choix d’Adena (The Choice)
17. Mauvaise Réputation (Seedy Reputation)
18. Question d'image (Racket Strings and Vanity Mirrors)
19. Courrier du cœur (Love Letter)
20. King Pong (King Pong)
21. Squib à la une (Picture Perfect)
22. Petites Trahisons entre amis (Justin Time)
23. Leçon de séduction (Eurocrush)
24. Esprit es-tu là ? (Ghost of Chance)
25. Rick le maître des clés (Cascade)
26. Le Choix de Cody (The Final Cut)

### Deuxième saison (2005)
1. Le Retour du roi (Return of a King)
2. L’Âme-Sœur (Fixed Doubles)
3. Chiot perdu sans collier (Every Dog Has It's Day)
4. Dans la peau de Curly Madison (Fortunate Son)
5. Les Japoniaiseries de Rick (Break Point)
6. Confidences amères (The Real Dirt)
7. La « Zen » Attitude (Anger Management)
8. Robinson d’un jour (Lord of the Fries)
9. La Tête et les Jambes (About a Girl)
10. Accusé, rêvez-vous ? (The Trial)
11. Agent double (The Agent Game)
12. Un art de famille (Comfort Zones)
13. En route ! (Highway 101)
14. Il faut sauver Cascadia (Volley of the Dolls)

### Troisième saison (2006)
1. Retour aux sources (You Can't Go Home)
2. Drôles de couples (Odd Couples)
3. Elle court, elle court, la rumeur (Playing with Matches)
4. Chaud devant (The Slow Burn)
5. Tous en scène (Foul Play)
6. Un choix cornélien (Between a Brock and a Hard Place)
7. 12 heures d’épreuve (Road Trip)
8. Trop c'est trop (Over the Line)
9. Petits Secrets entre amis (Except it Happened Like This)
10. Que le meilleur gagne (War is an Ugly Thing)
11. Rébellion (With Friends Like These)
12. Branle-bas de combat (Lucas in the Sky)
13. L’Expert en séduction (Man Without an Ace)
14. Jeu, Set et Match (Charity of Fire)

## Personnages
Cody Myers : Cody est la voix off de la série et l'un des personnages principaux. C'est la fille du psychologue et elle ne partage pas l'amour du tennis avec les autres adolescents de Cascadia. C'est par contre une excellente photographe et est même la photographe officielle du campus.
Gary « Squib » Furlong : Squib est l'un des personnages principaux et apparaît dans tous les épisodes de 15/A.
Adena Stiles : Adena est également l'un des personnages principaux et apparaît dans tous les épisodes. Sa meilleure amie est Megan O'Connor, grâce à qui elle joue au tennis et qui semble être toujours en compétition avec elle malgré leur amitié. Quand Megan part pour participer à un tournoi avec Sébastien, Adena sera jalouse au point de vouloir battre un record du monde pour se consoler. Elle y arrivera d'ailleurs avec Sunny Capaduca, battant le record de la plus longue partie de tennis. Malheureusement, quand la fête bat son plein, l'entraîneur Gunnerson annonce une terrible nouvelle : l'avion de Megan et Sébastien s'est écrasé, il n'y a aucun survivant. Adena est anéantie par la mort de sa meilleure amie. Elle refuse que quiconque touche aux affaires de Megan et tient à ce que tout reste à sa place. Une nouvelle étudiante arrive alors, Tanis, qui devient la colocataire d'Adena. Au départ, cette dernière dit ne pas être prête et elle ne semble pas apprécier Tanis. Mais, cela change et Adena trouve finalement en Tanis une nouvelle amie. Mais, le souvenir de Megan sera toujours présent dans son esprit. À la fin de la série, pendant le tournoi Dubé-O'Connor, alors que Violet est sur le point de remporter la victoire, Adena qui n'a pas joué depuis des semaines, préférant devenir médecin, prend la relève de Sunny blessée et affronte l'autre Cascadienne. Au départ, Adena est malmenée puis Jesse lui ramène la raquette de Megan qu'il a été cherché au foyer. À partir de là, Adena remporte tous les points puis finit par remporter le tournoi, en souvenir de son amie Megan. Elle annonce après coup à Jesse qu'elle passe pro et qu'elle aura le temps d'être médecin après.
Sunny Capaduca : si Sunny est la plus jeune, cela ne l'empêche pas d'être la meilleure joueuse de Cascadia. Véritable petite peste, elle a cependant des bons côtés qui sont dévoilés très brièvement dans quelques épisodes. Sunny n'évolue pas beaucoup au cours de la série mais ne perd rien de son talent qui fait d'elle une star.

## Commentaires

### Drame
Deux acteurs de la série, Vadim Schneider et Jaclyn Linetsky, qui jouaient Sébastien Dubé et Megan O'Connor, sont décédés le 8 septembre 2003 dans un accident de la route en allant rejoindre le tournage,. La production, avec l'accord des familles, a décidé d'inclure ce drame dans la série.